# Hornsbergsdepån

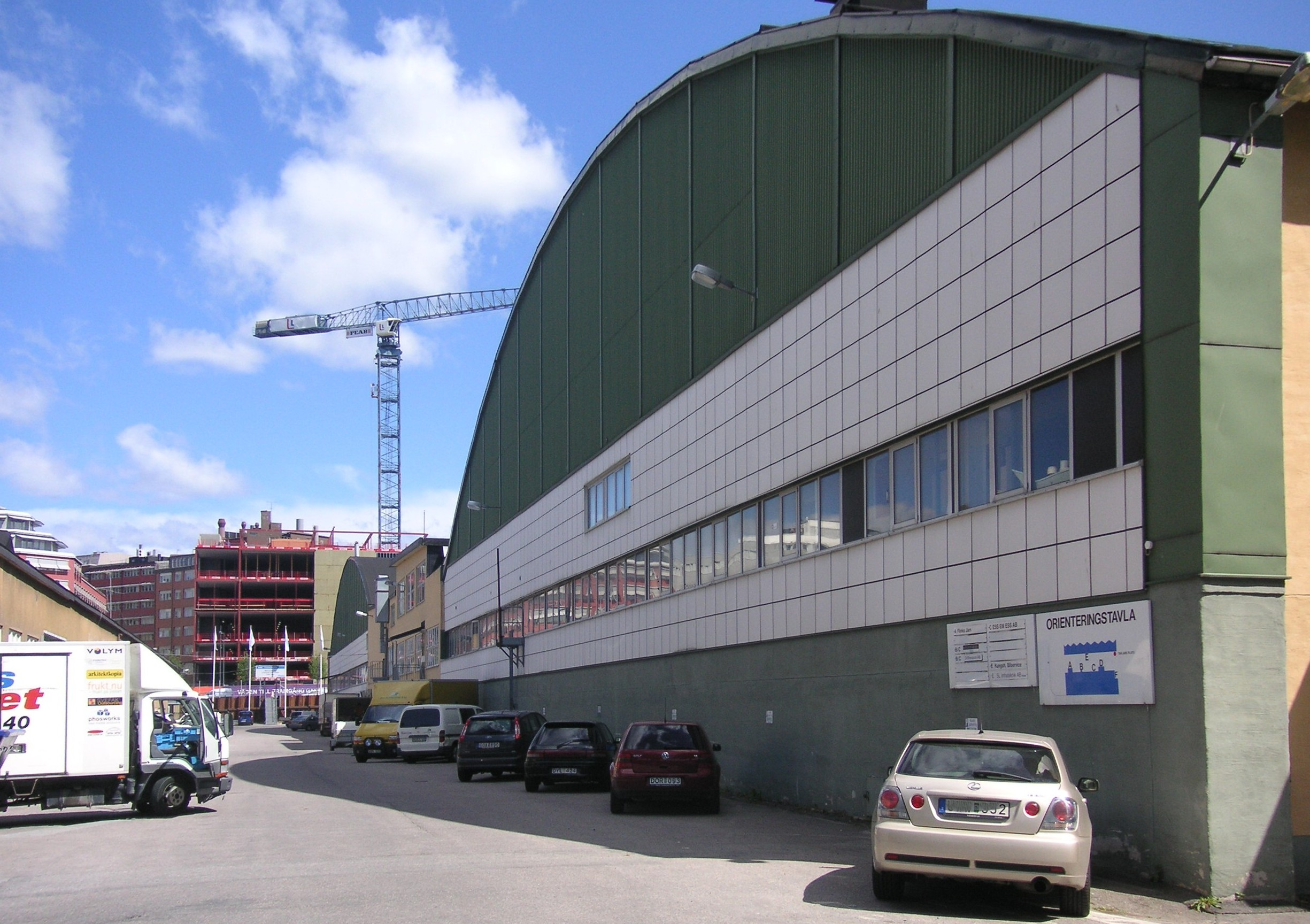
Hornsbergsdepån, fasad mot nordväst, med södra hallen (närmast) som totalförstördes i en brand i november 2018. Foto från 2008.

Hornsbergsdepån var ett stort bussgarage i Hornsberg på nordvästra Kungsholmen i Stockholm. Bussdepåns byggnader ligger i hörnet av Nordenflychtsvägen och Lindhagensgatan och de uppfördes på mark som tidigare upptagits av Iris-Hornsbergs trädgårdskoloni. Depåns byggnader har av Stockholms stadsmuseum klassificerats med gul färg, vilket innebär "att byggnadernas kulturhistoriska värde motsvarar bebyggelse av positiv betydelse för stadsbilden och/eller av visst kulturhistoriskt värde". Efter sommaren 2021 börjar rivningen av bussdepåns byggnader, på platsen kommer bostäder och kontor att uppföras. Depåverksamheten kommer i sin helhet att flyttas till den tidigare postterminalen i Tomteboda. Den södra hallen totalförstördes i en brand i november 2018.

## Historia

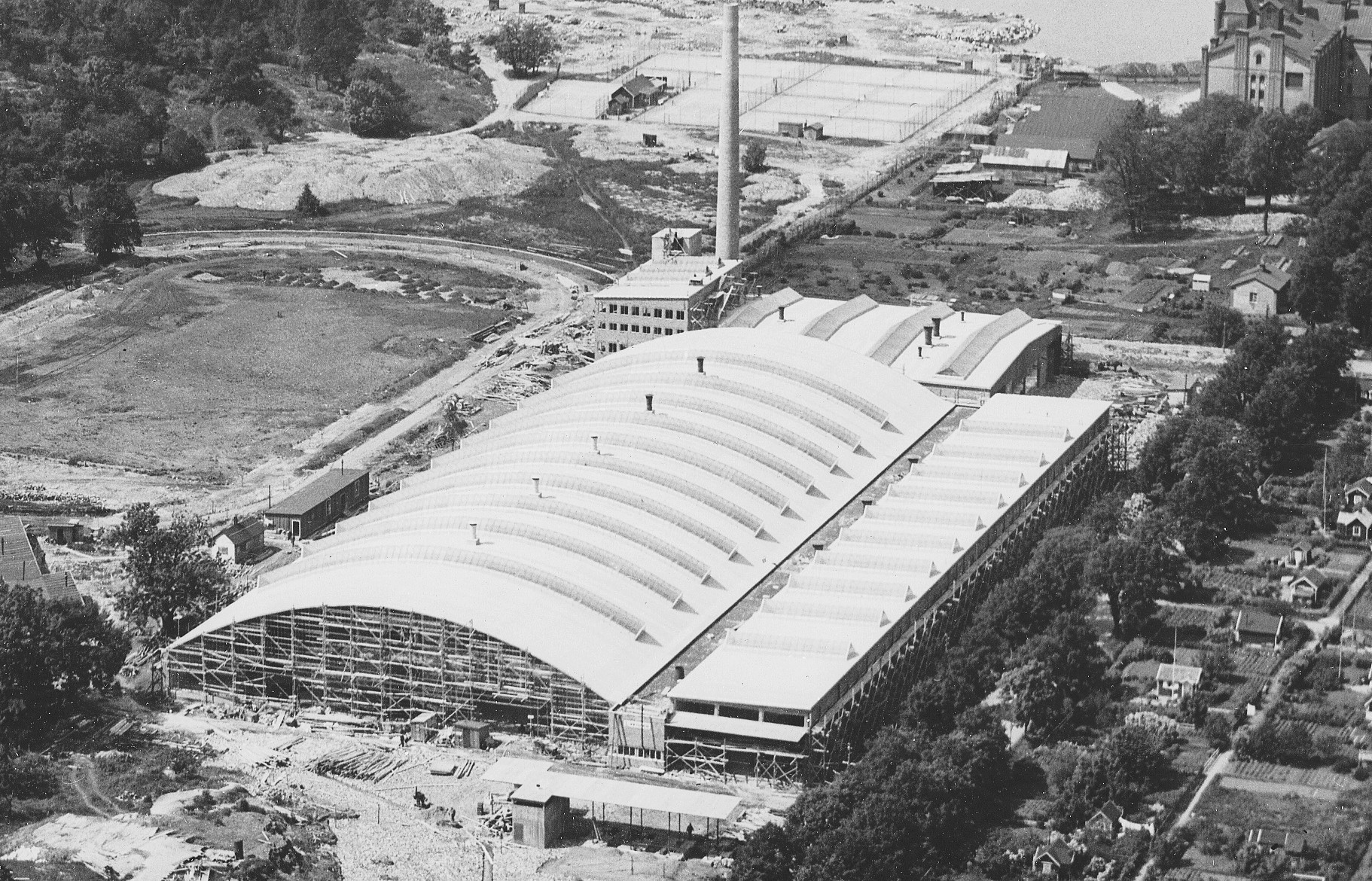
Oscar Bladhs flygfoto från 1932.

På ett flygfoto, taget av Oscar Bladh 1932, ser man bussgaraget under uppförande och omgiven av kolonilotter, skogsmark och den ännu inte helt färdigställda Kristinebergs idrottsplats. Idag vore det ett olämpligt ställe att bygga ett bussgarage på, men vid tidiga 1930-talet var västra Kungsholmen rena landet, Kristineberg och Fredhäll var ännu inte bebyggda och ända fram till 2000-talet var det rimligt att ha ett garage av denna storlek just här, tillräckligt långt från närmaste bostadsområde för att ingen ska kunna känna sig störd.
Bussgaraget ritades i två etapper 1931 respektive 1938 av Kooperativa Förbundets Arkitekt- och Ingenjörsbyrå (KFAI) under ledning av arkitekt Eskil Sundahl. Kontoret hade inte bara uppdrag från kooperationen, ett exempel är bussgaraget i Hornsberg, där AB Stockholms Spårvägar var beställare. Den första etappen, som omfattade den södra hallen kompletterades 1938 av ytterligare en garagebyggnad mot norr med liknande utseende och konstruktion samt en tvätthall. 
De båda hallbyggnader har ett planmått på 136x55 respektive 148x62 meter och gestaltades av Sundahl i stram funktionalistisk stil. Hallarna bärs upp av stålbågar med 55 respektive 62 meters spännvidd. Gavelfasaderna är helglasade vilket gav båda byggnaderna sitt luftiga intryck. Ytterligare dagsljus släpptes in genom tio triangulära taklanterniner som spände från långsida till långsida över takets välvning. De sattes igen på 1970-talet.

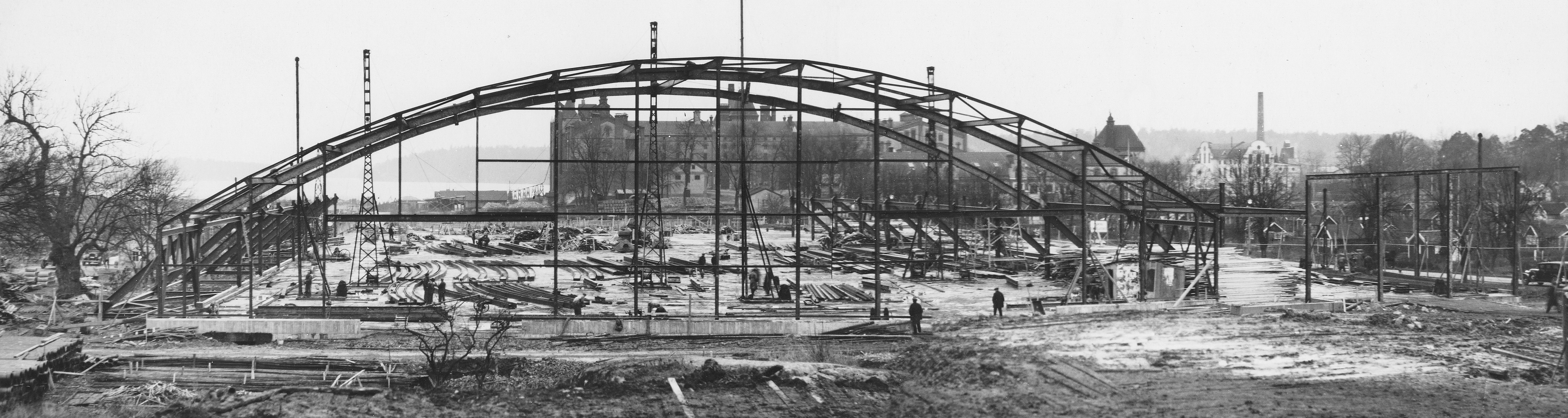
Byggarbetsplatsen för södra hallen i november 1931, vy mot nordväst. I bakgrunden skymtar anläggningen för Stora Bryggeriet, foto: Svenska Dagbladet.

Södra hallens stålbågar fick nitade förband medan de för norra hallen helsvetsades. Takkonstruktionen i den södra hallen utfördes något slankare än den i norra hallen. I den senare valdes av brandsäkerhetsskäl ett innertak av siporexplattor (en sorts lättbetongplattor) medan den äldre hallen har ett innertak av trä. För båda hallarnas konstruktion ansvarade Kreügers konsulterande ingenjörsfirma.
I södra hallen fanns ursprungligen plats för 250 vagnar. Mellan hallarna anordnades olika servicelokaler, bland annat en busstvättanläggning. Hornsbergsdepåns byggnader presenterades i verket Ny Svensk Arkitektur, utgiven av SAR 1939, och räknades då till en av svenska funktionalismens portalbyggnader.

### Historiska bilder (södra hallen)

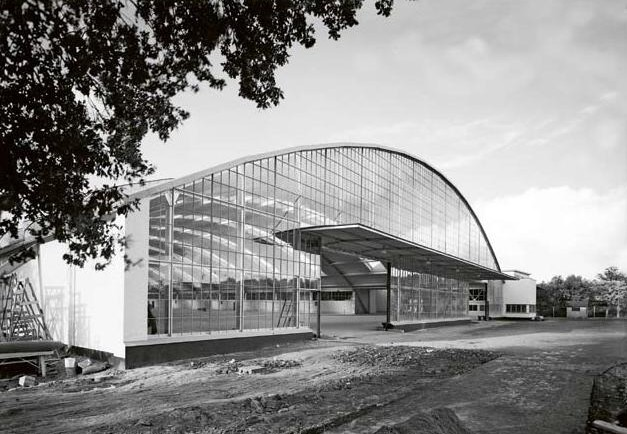
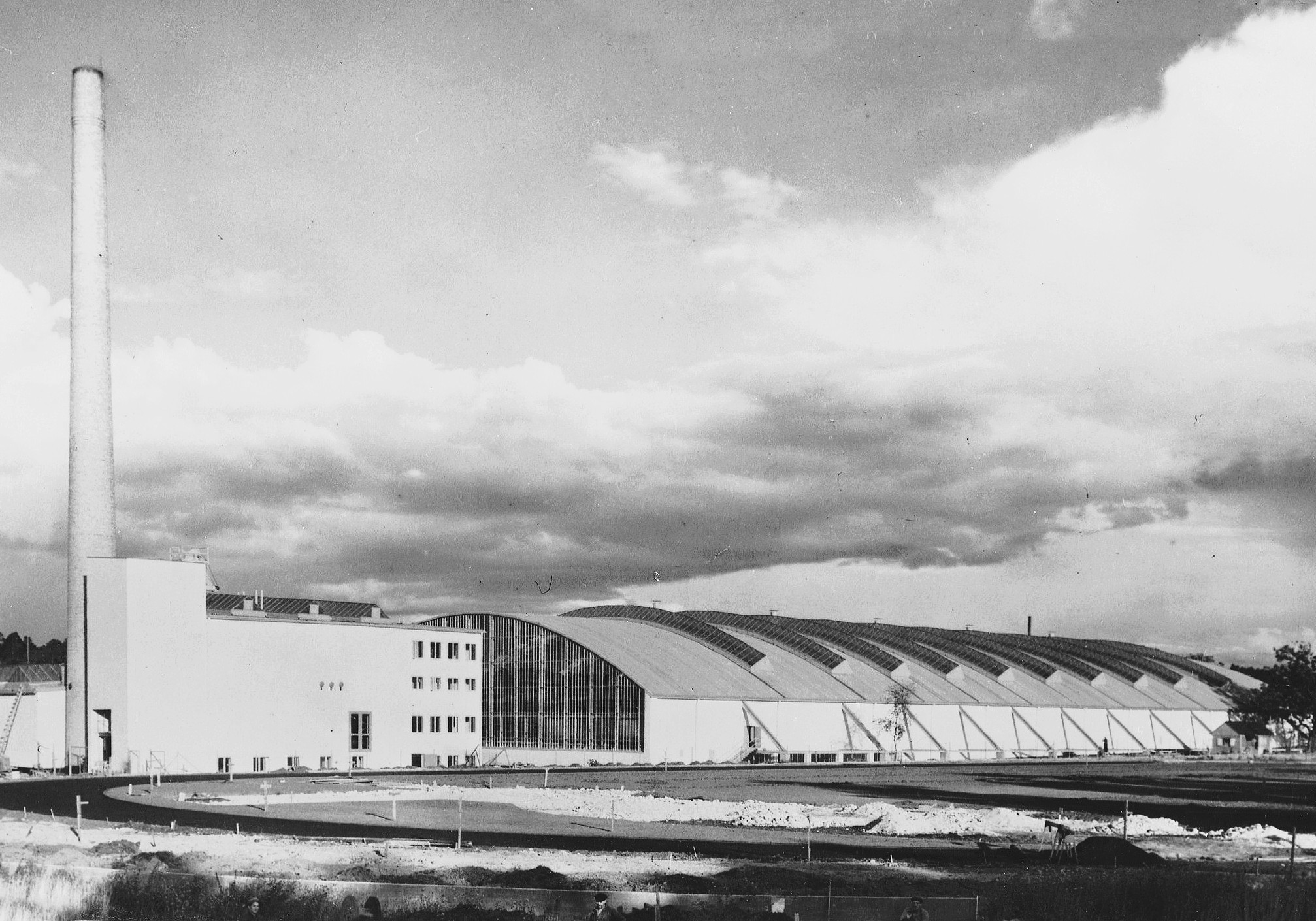
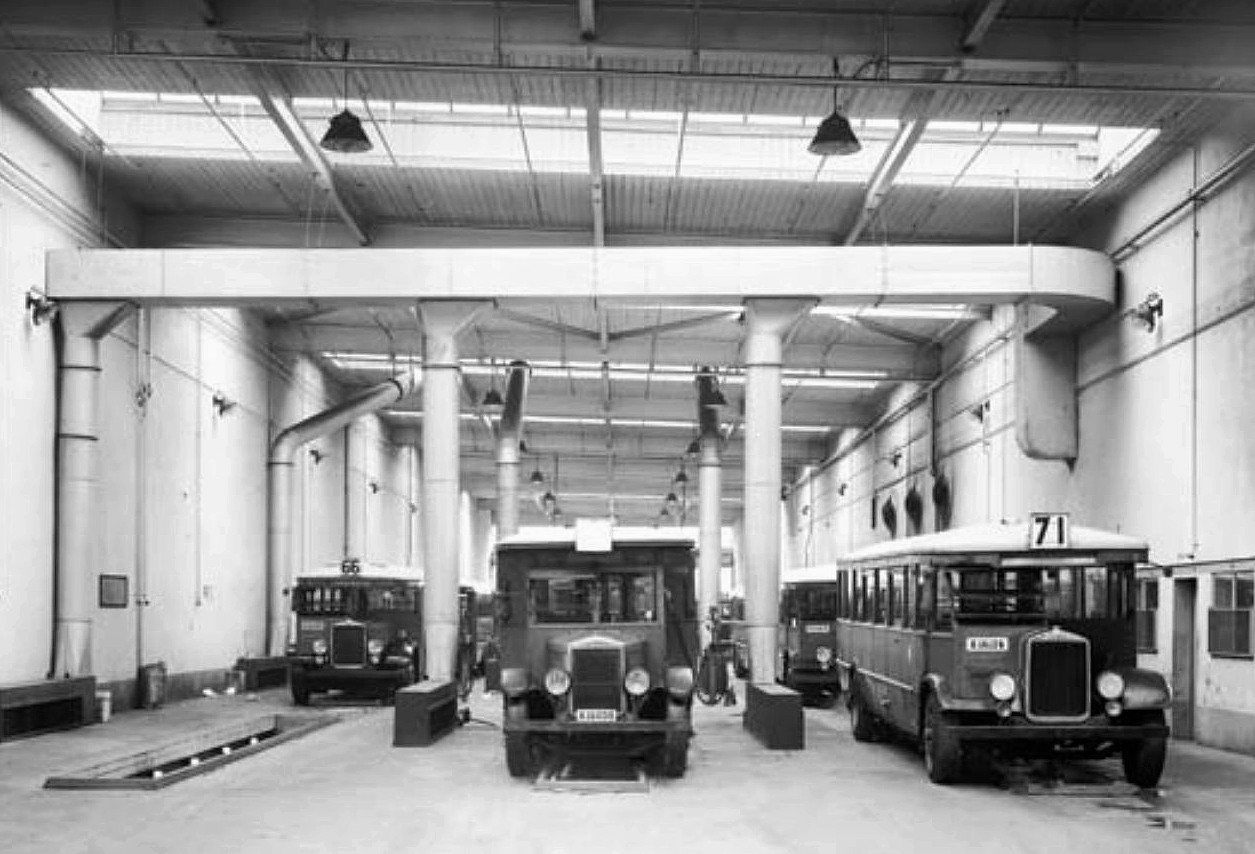
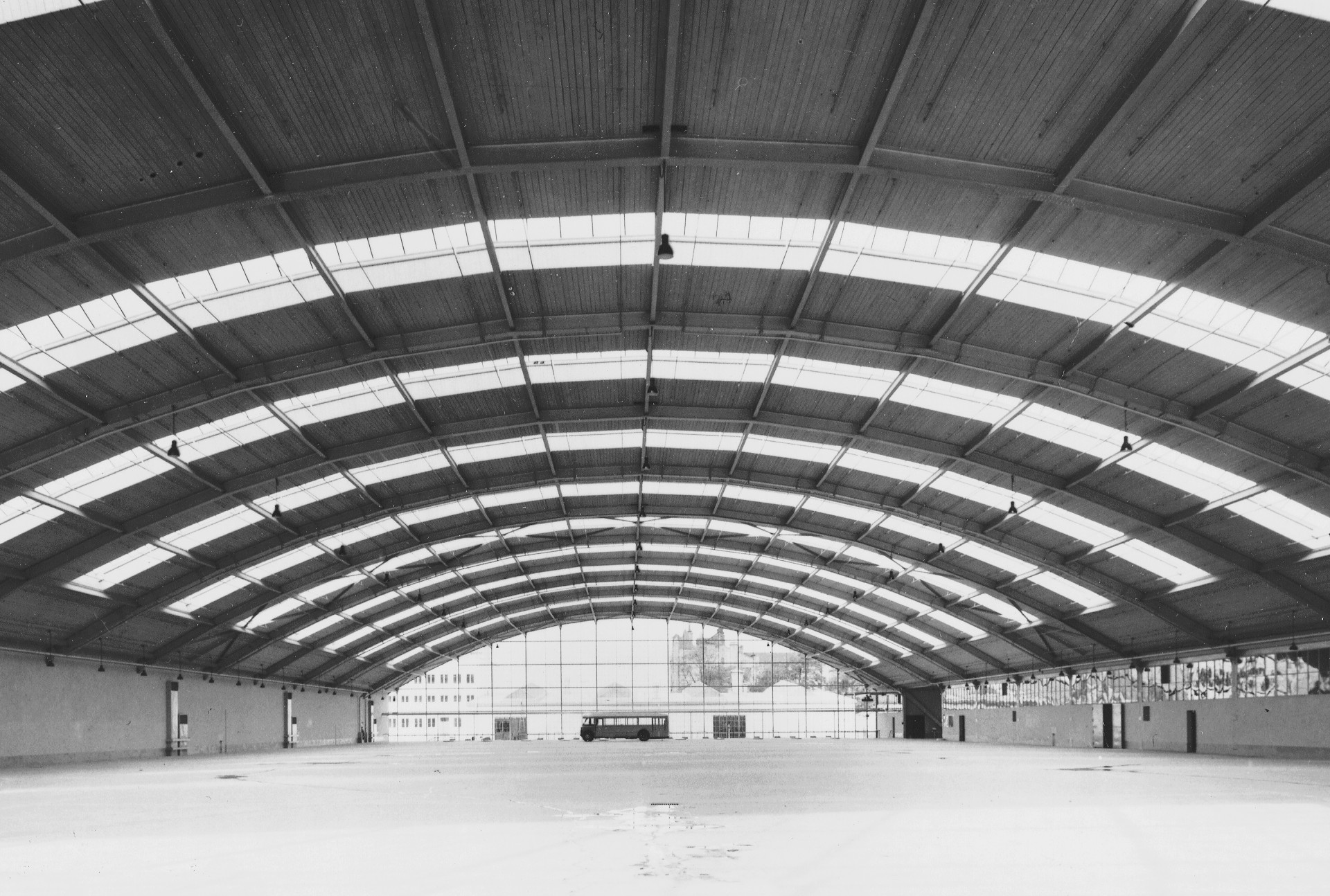
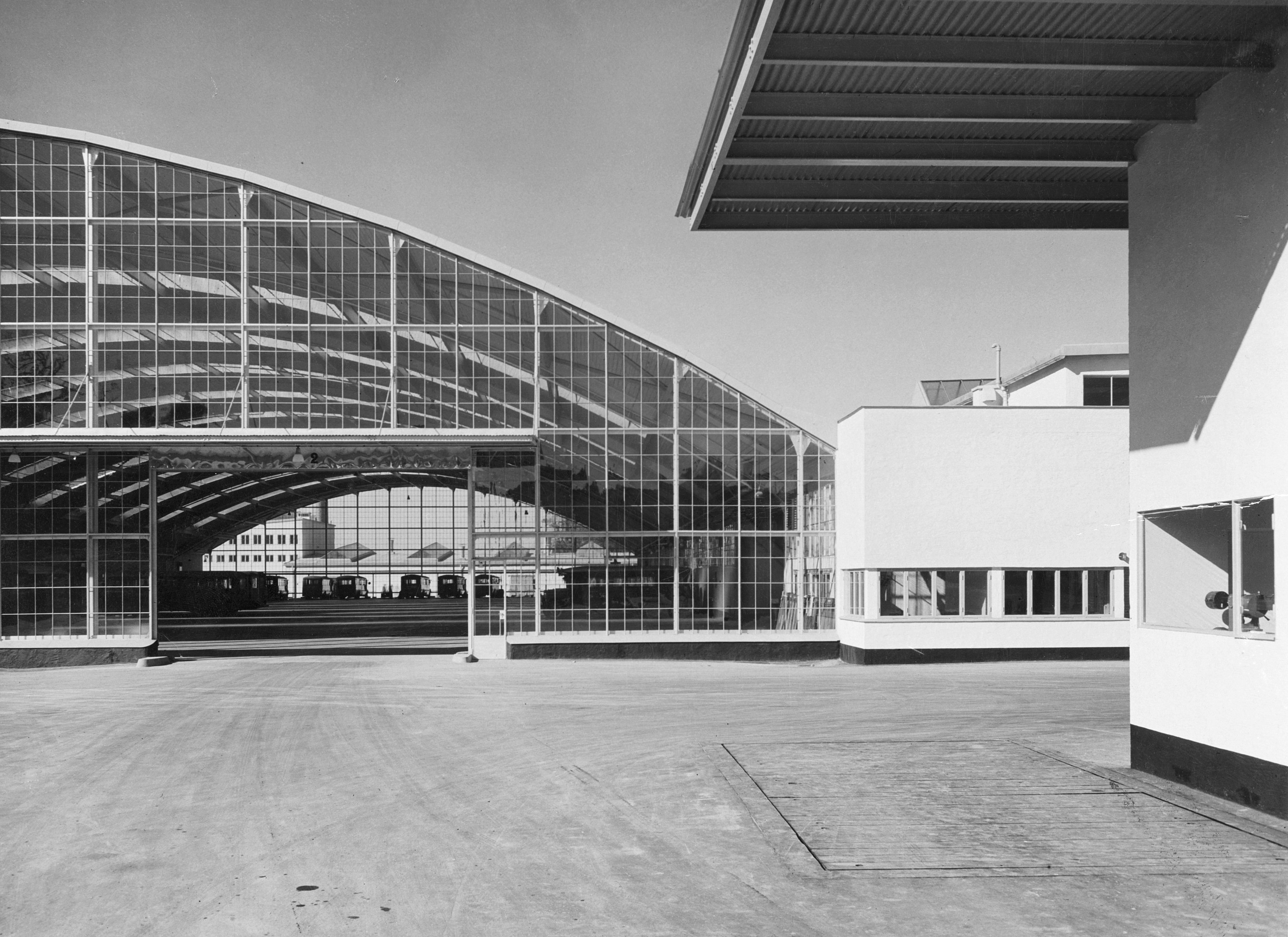

Med tiden kom Sundahls byggnad att tappa sin forna lätta och luftiga arkitektur. De förut glasade gavelväggarna sattes igen på 1970-talet med värmeisolering och grönmålad korrugerad plåt, även taklanterninerna försvann och byggnaderna kompletterades med en mängd otidsenliga tillbyggnader. Trots att samtliga byggnader har genomgått en hel del förändringar präglas anläggningen i sin helhet fortfarande av dess ursprungliga karaktär. Fastigheten har av Stadsmuseet i Stockholm gulmärkts vilket innebär att "byggnadernas kulturhistoriska värde motsvarar bebyggelse av positiv betydelse för stadsbilden och/eller av visst kulturhistoriskt värde".

## Framtidsplaner
Under 2011 inleddes rivningar av delar av depån. På sikt skall hela anläggningen försvinna och möjliggöra nybyggnad av cirka 750 lägenheter och omkring 90 000 m² kontor och lokaler. På bussgaragets plats planeras fyra lika stora kvarter med bostadshus. De skall byggas mellan fem och åtta våningar höga och få  ett torg i mitten. Detaljplanearbetet pågår och har för närvarande (2018) nått utställningsskedet. Därefter väntar ytterligare några skeden innan detaljplanen kan vinna laga kraft, vilket beräknas under år 2020. Förnyelsen är en del av projektet Lindhagen.

### Nutida bilder (före branden)

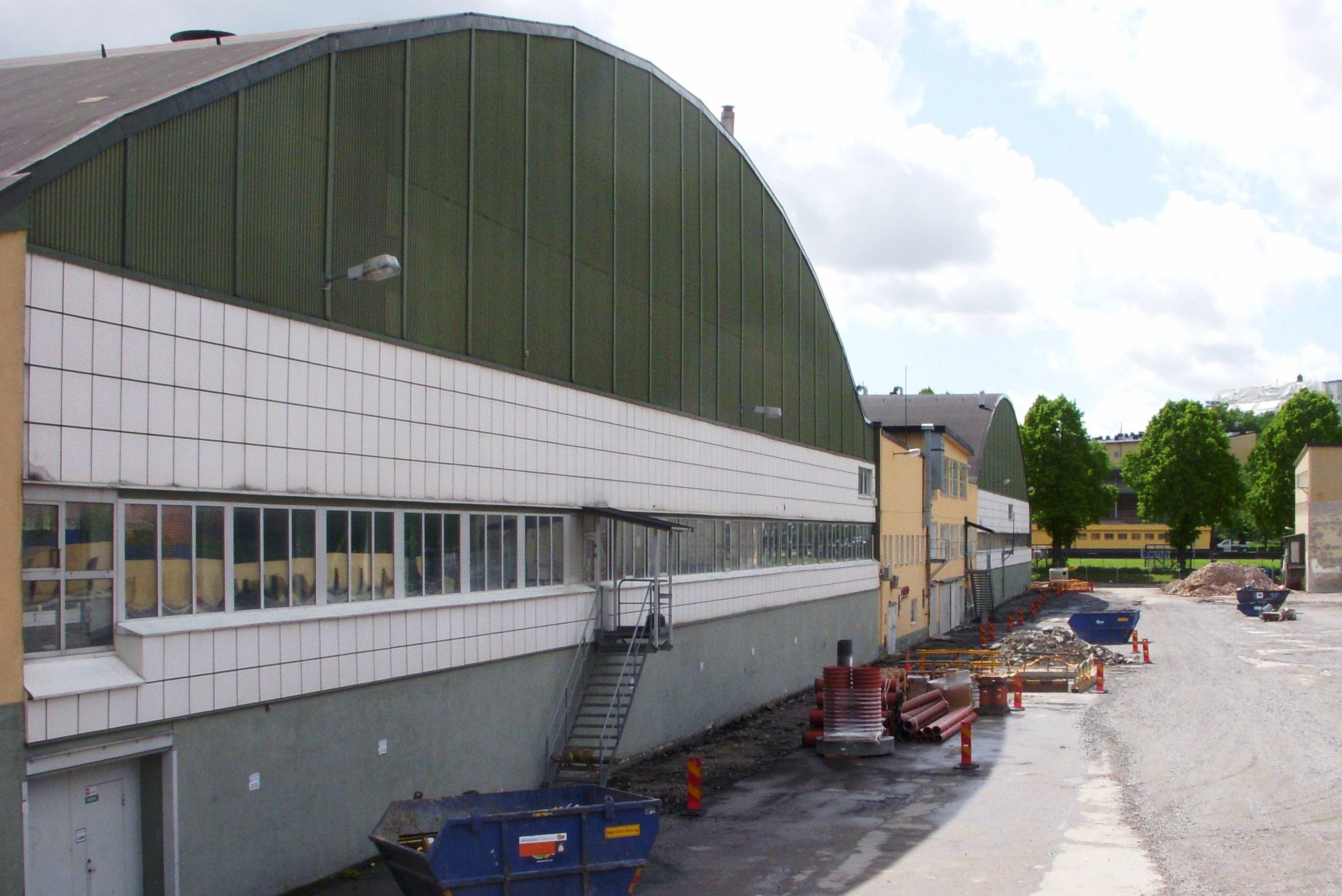
Norra hallen (närmast) och södra hallen.
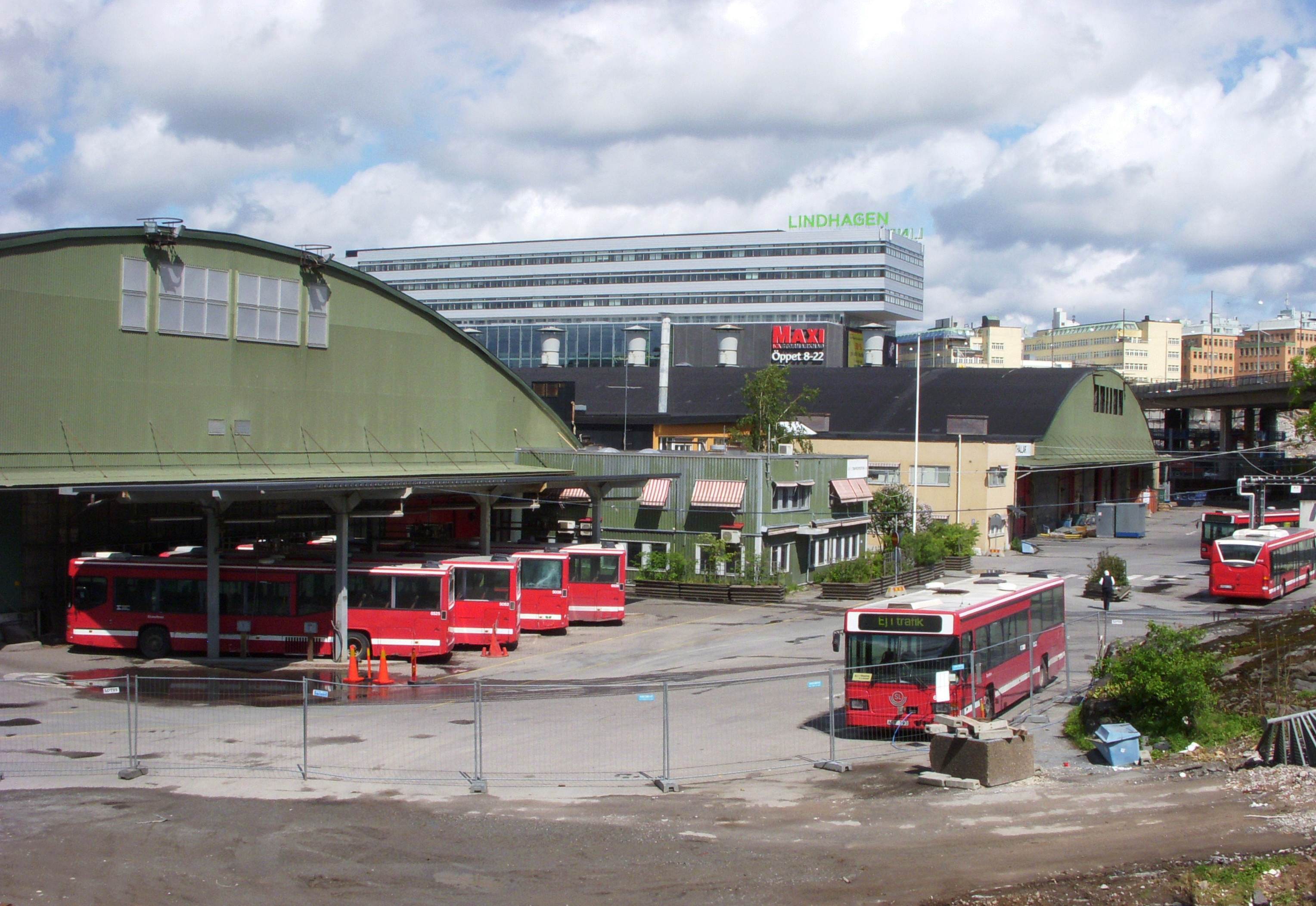
Södra hallen (närmast) och norra hallen.
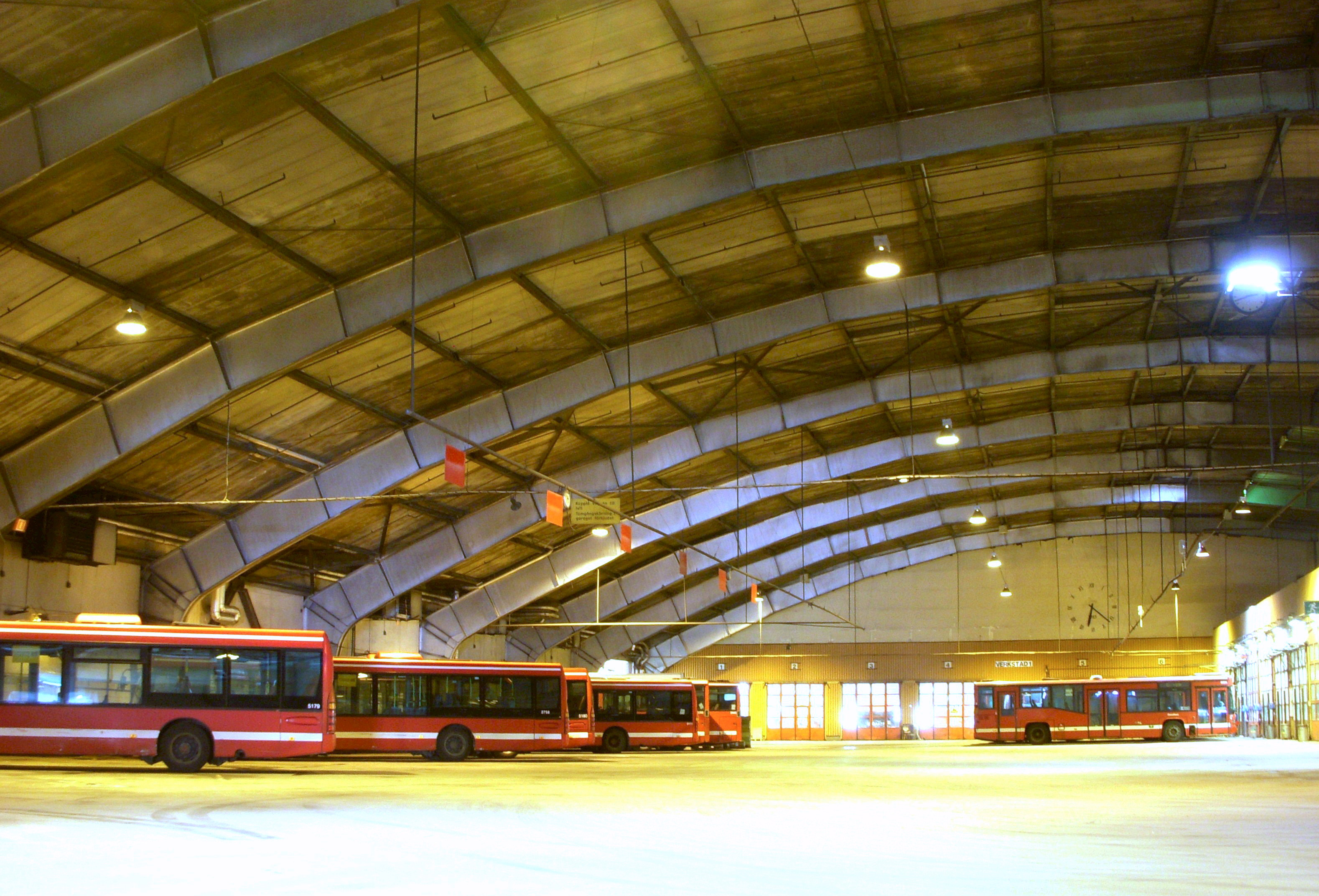
Norra hallen.
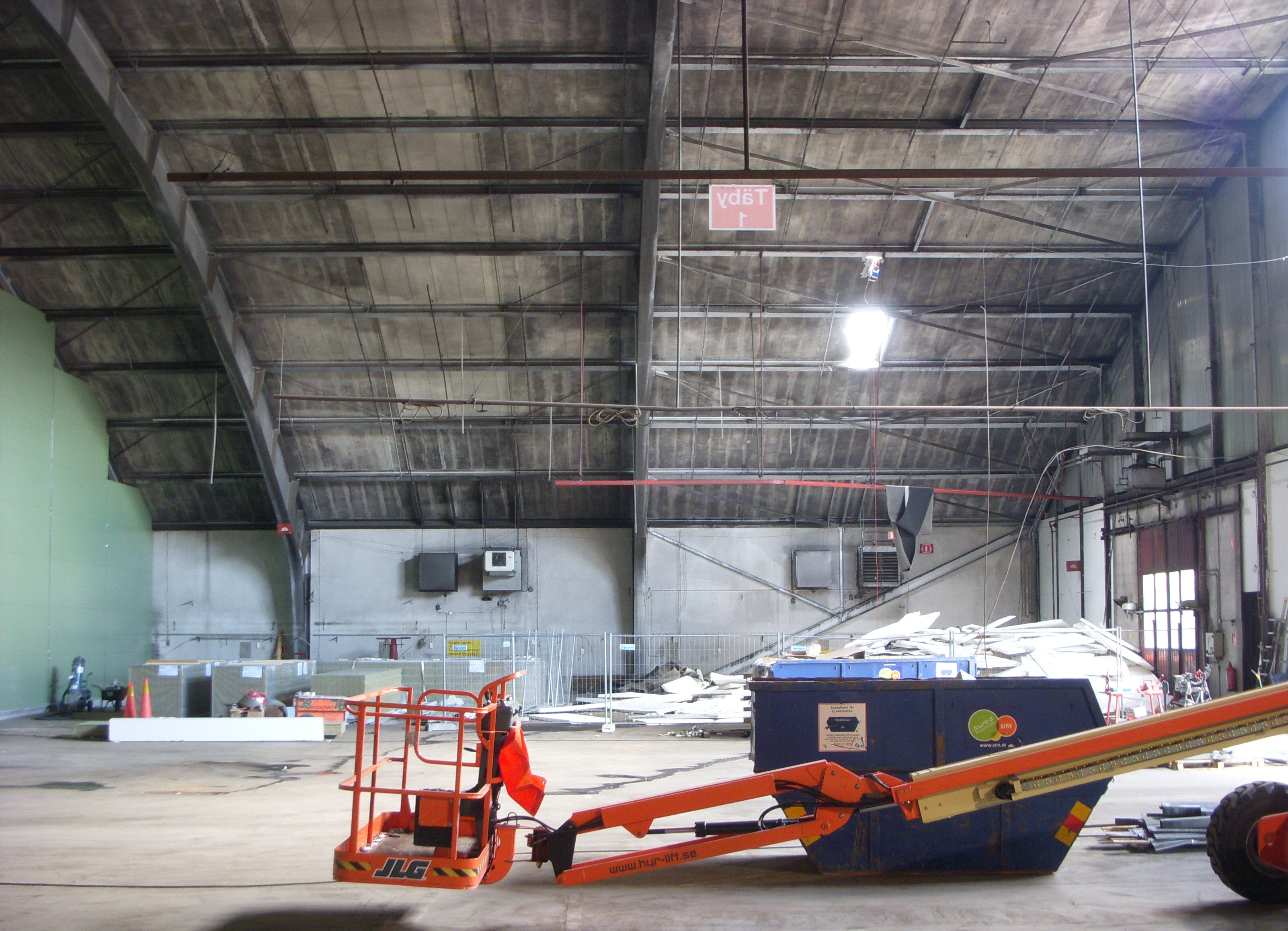
Norra hallens takkonstruktion.
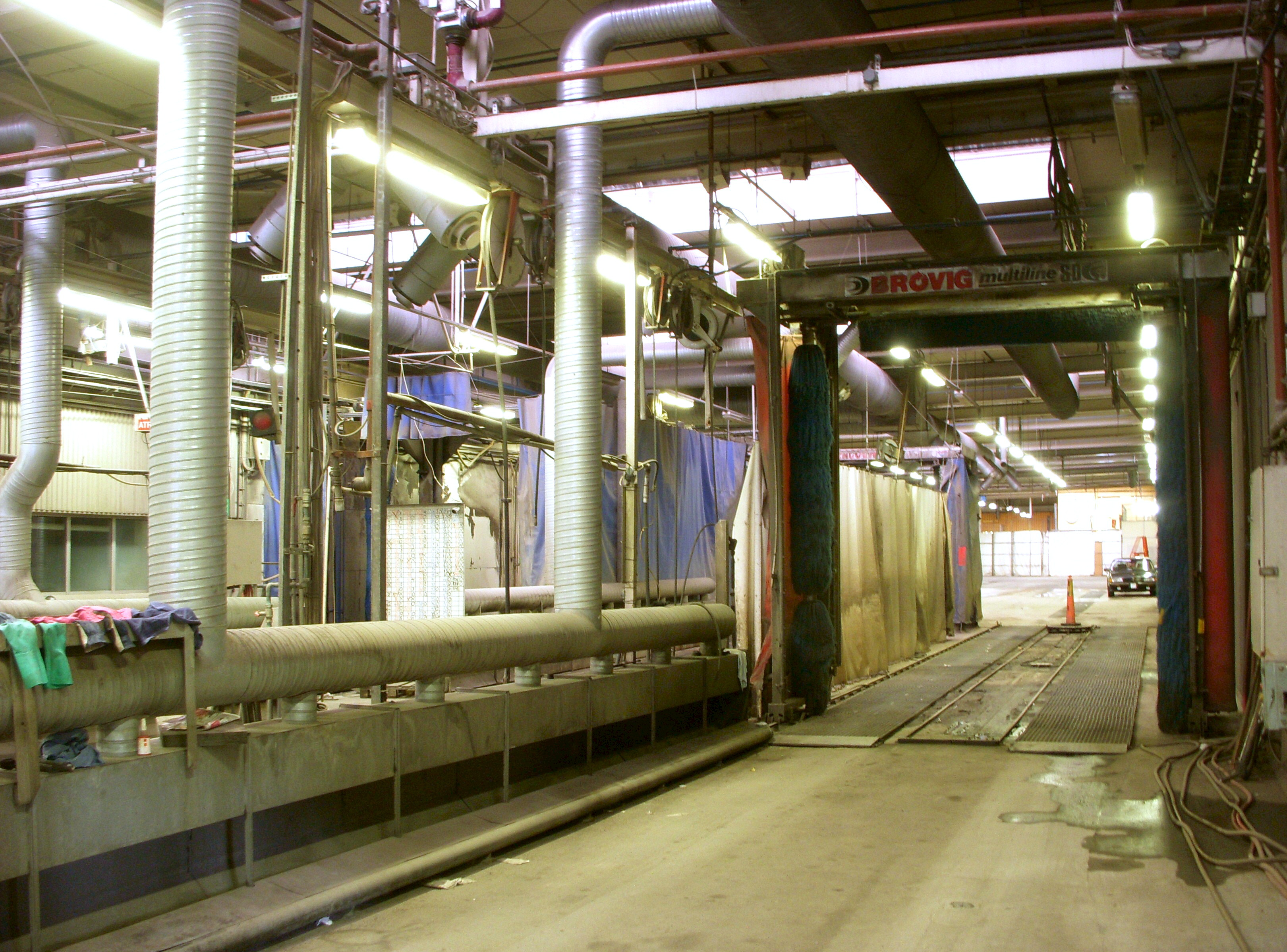
Busstvättanläggningen.

## Brand 2018
Den 26 november 2018 utbröt en brand i takkonstruktionen på den södra uppställningshallen i samband med takarbeten. Hallen blev totalförstörd och kontorsdelen fick skador, medan den norra hallen är i stort sett oskadad. Larmet om branden inkom till SOS Alarm den 26 november 2018 kl 10:33. De flesta bussar var ute i trafik och kvarvarande kunde forslas undan. Totalt berördes 136 bussar. Branden var svårsläckt och det fanns spridningsrisk. Det tog över ett dygn att få den under kontroll. Som mest arbetade Stockholms brandförsvar med 30 personer. Det finns inga planer på att återuppbygga hallen, då den ändå skulle rivas inom snar framtid.

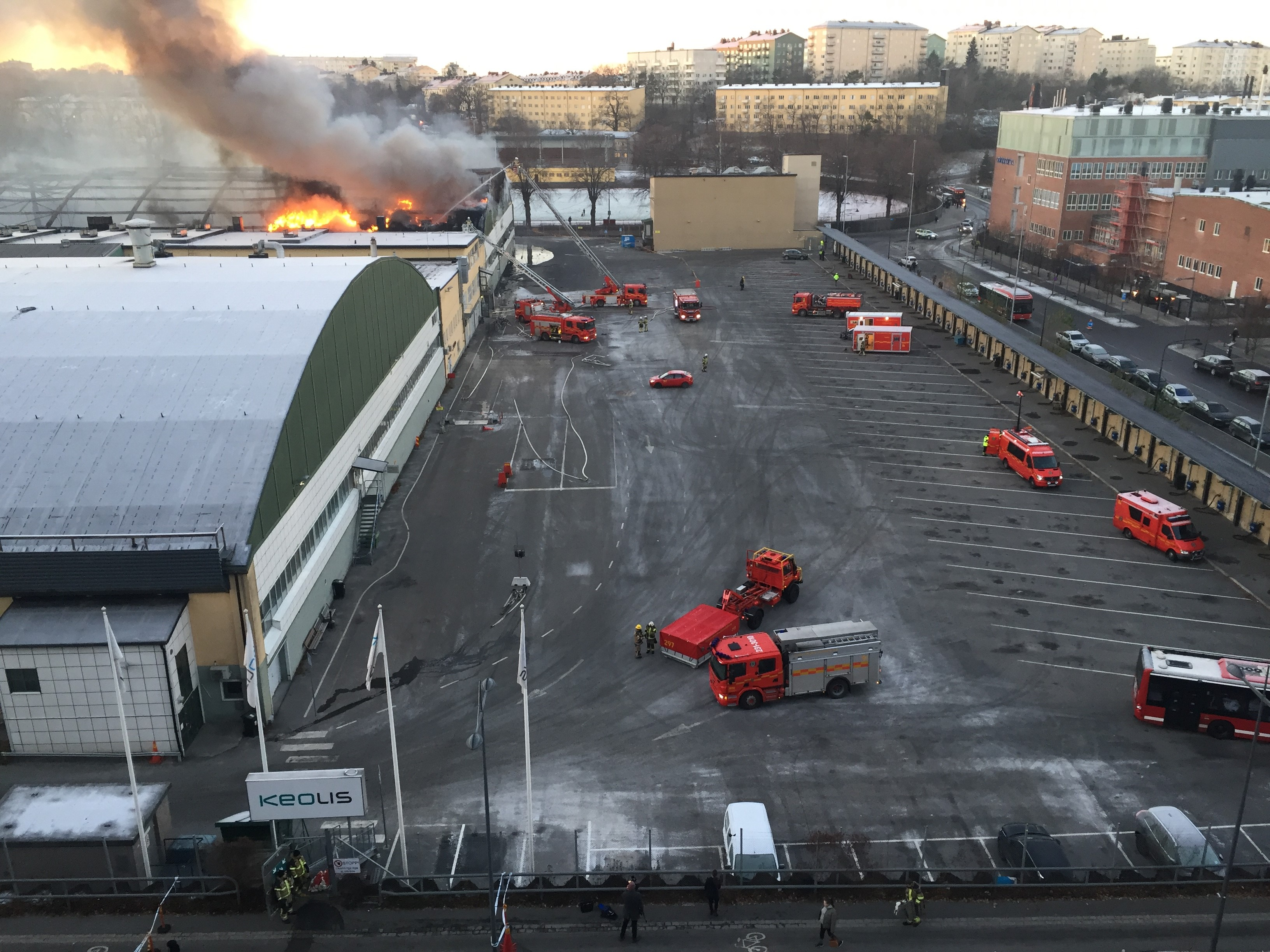
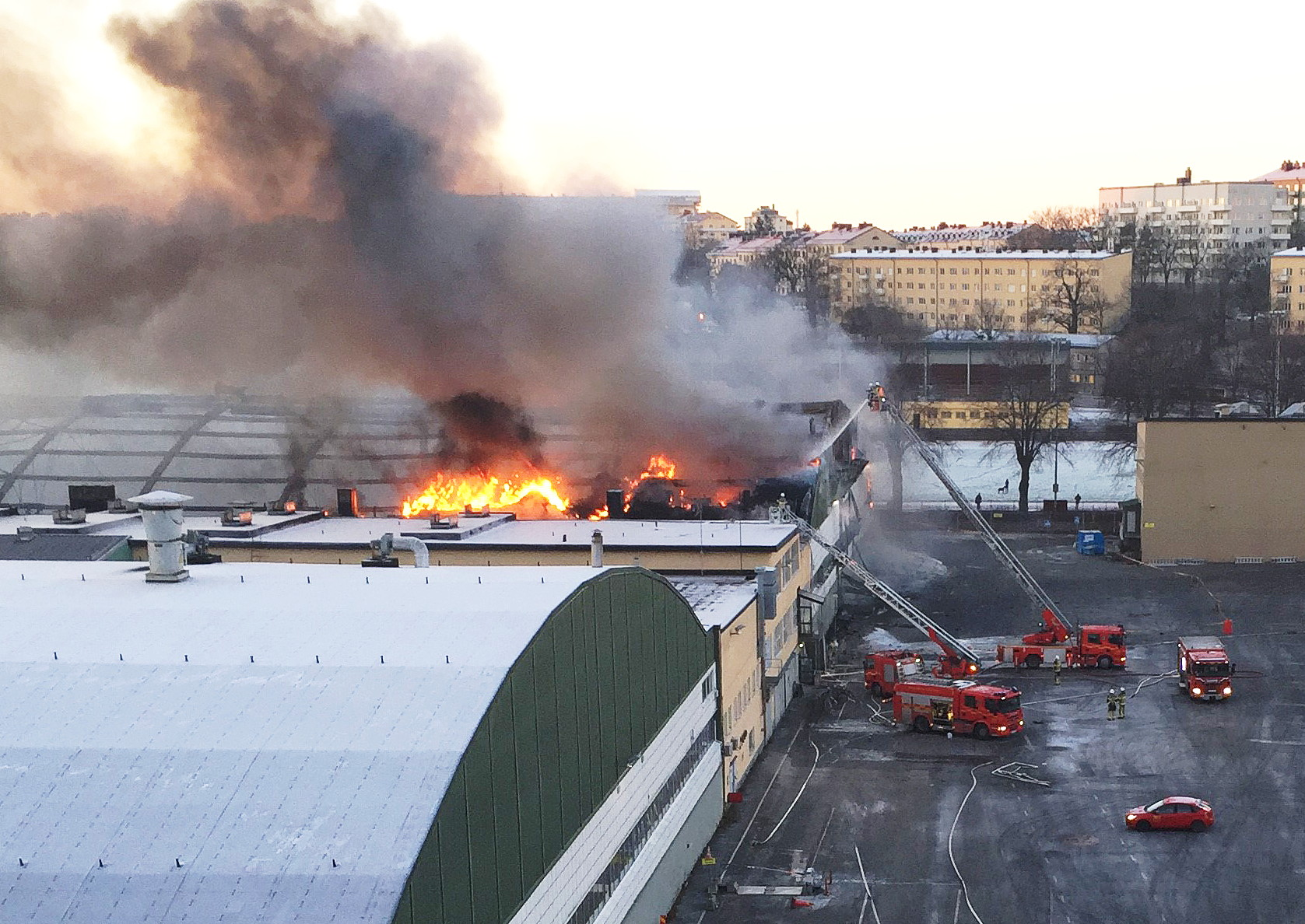
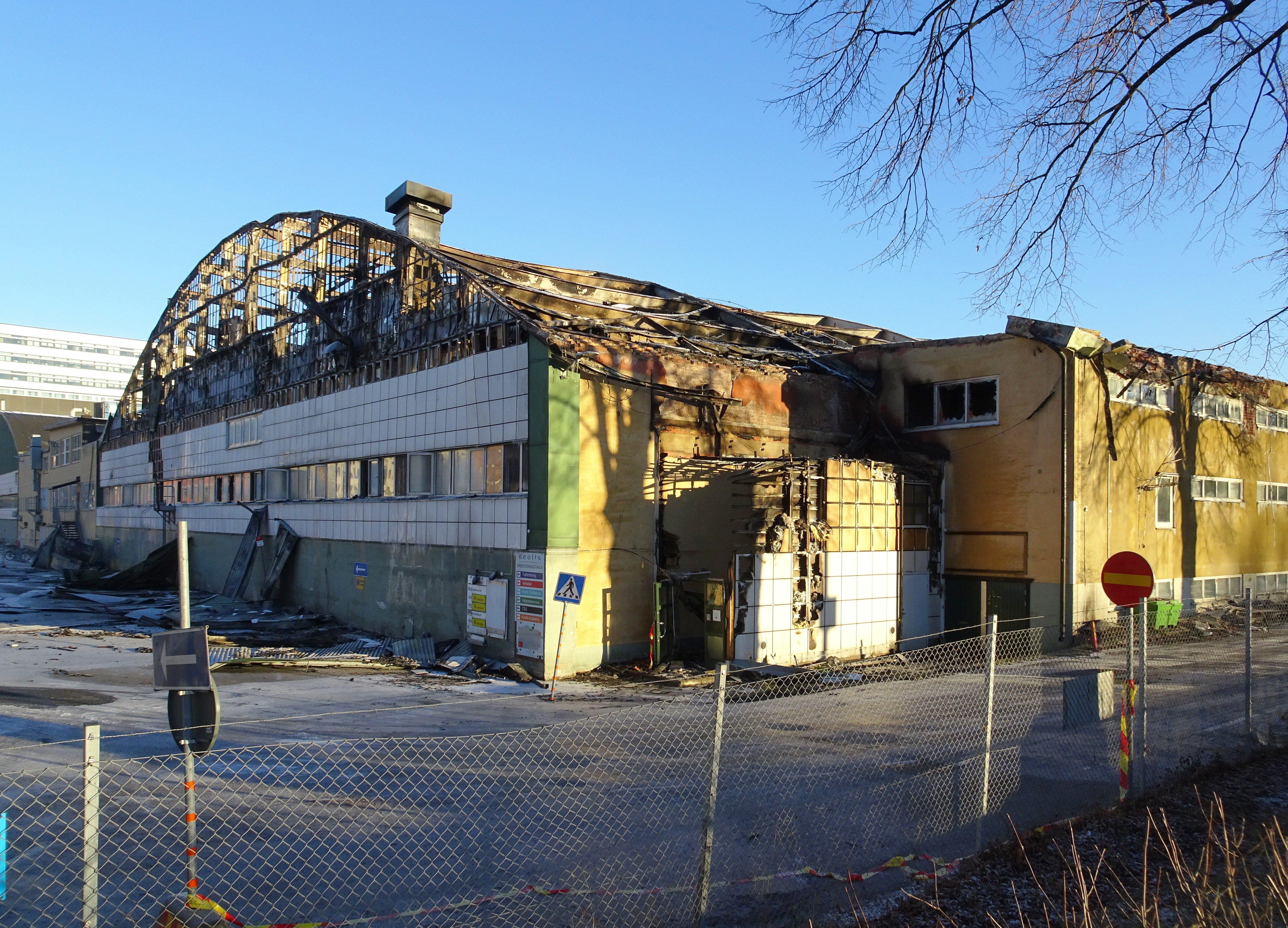
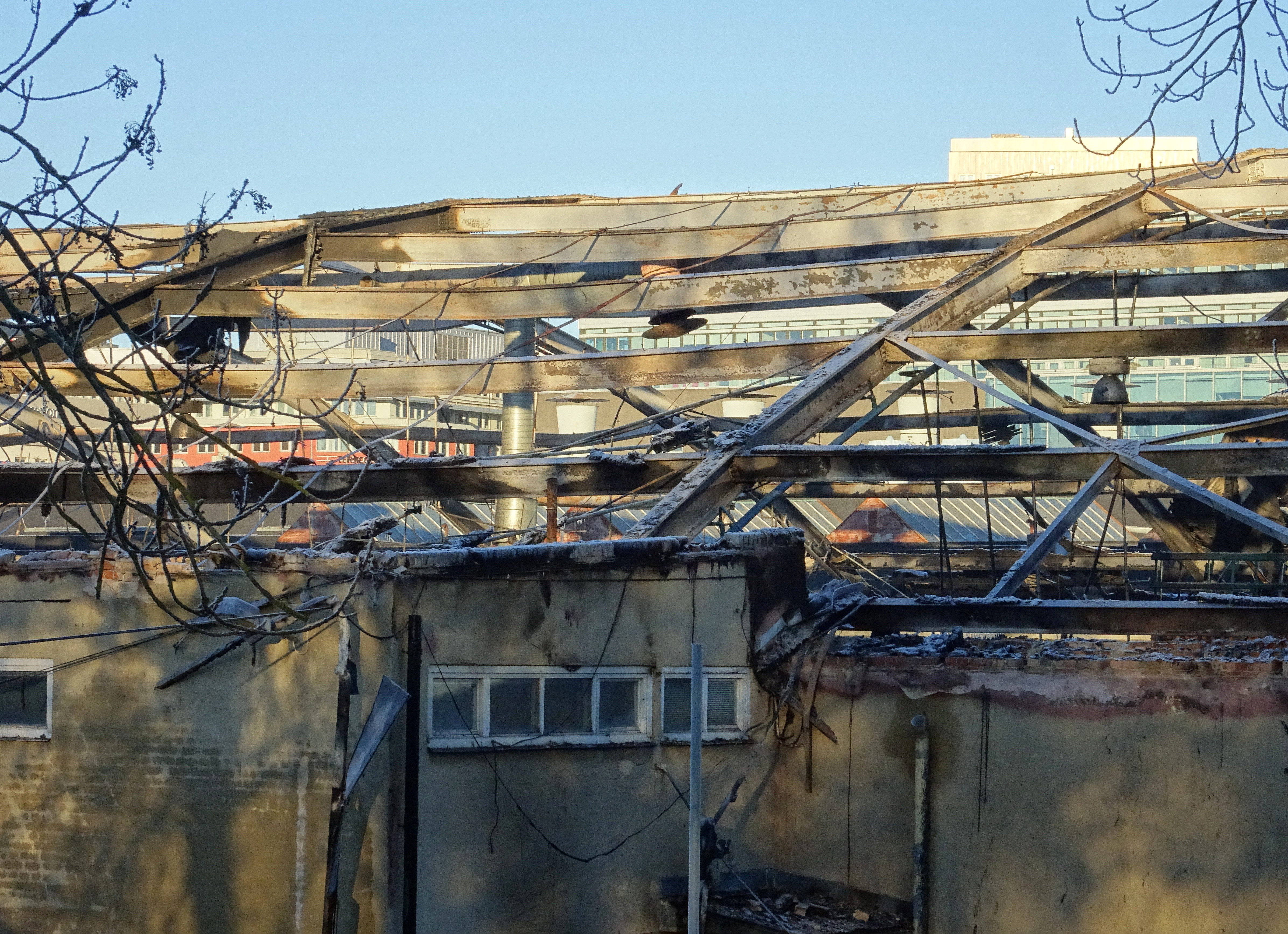
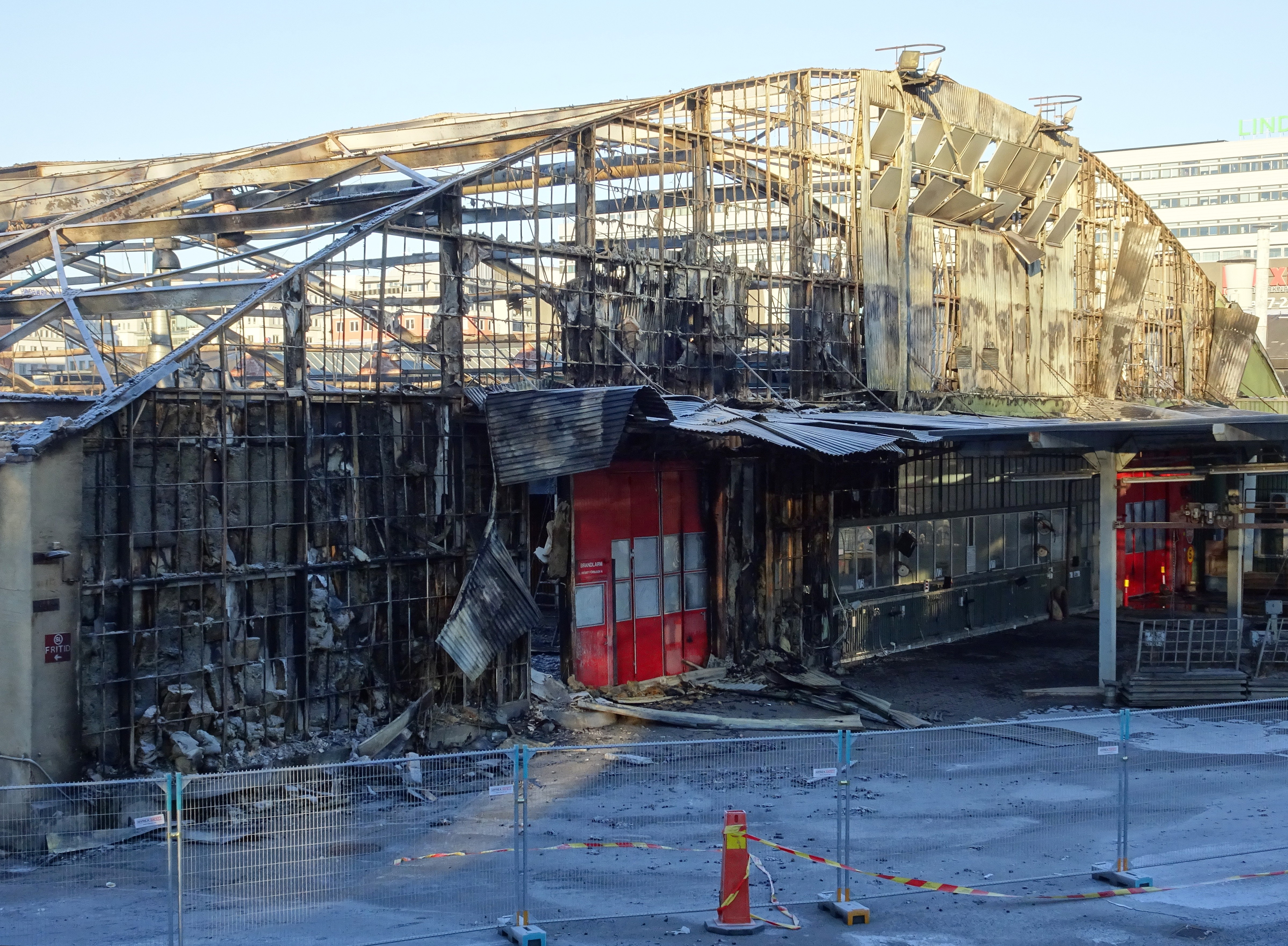